# Nepáli földirigó
A nepáli földirigó (Zoothera mollissima) a madarak (Aves) osztályának verébalakúak (Passeriformes) rendjébe, ezen belül a rigófélék (Turdidae) családjába tartozó faj.

## Rendszerezése
A fajt Edward Blyth angol zoológus írta le 1842-ben, a Turdus nembe  Turdus mollissimus néven.

## Alfajai
- Zoothera mollissima griseiceps (Delacour, 1930) - 2016-ban szecsuáni földirigó (Zoothera griseiceps) néven különálló fajnak nyilvánították. Kína délnyugati részén él
- Zoothera mollissima mollissima (Blyth, 1842) - a Himalája keleti részén él, India, Nepál, Bhután, Tibet és Mianmar területén, valamint előfordul Thaiföld és Vietnám északi részén is
- Zoothera mollissima whiteheadi (E. C. S. Baker, 1913) - a Himalája északnyugati részén él, Pakisztán és India területén

## Előfordulása
Az Indiai szubkontinens északi felén, a Himalájában és Délkelet-Ázsia egyes részein honos. Bhután, India, Mianmar, Nepál, Pakisztán, Thaiföld, Tibet Kína és Vietnám területén. Természetes élőhelyei a szubtrópusi vagy trópusi hegyi esőerdők, gyepek és cserjések, sziklás környezetben, valamint szántóföldek. Magaslati vonuló.

## Megjelenése
Testhossza 27 centiméter, testtömege pedig 80–112 gramm. A Himalájában könnyen összetéveszthető a léprigóval (Turdus viscivorus), azonban a nepáli földirigó szárnyain nincsenek szembeszökő sávjai, a háti része rozsdásabb, és a hasi részén nem pettyek, hanem inkább csíkok láthatók.
|  |

## Természetvédelmi helyzete
Az elterjedési területe rendkívül nagy, egyedszáma pedig stabil. A Természetvédelmi Világszövetség Vörös listáján nem fenyegetett fajként szerepel.